# Aegomorphus arizonicus
Aegomorphus arizonicus es una especie de escarabajo longicornio del género Aegomorphus,  subfamilia Lamiinae. Fue descrita científicamente por Linsley & Chemsak en 1985.
Se distribuye por América del Norte, en México y los Estados Unidos. Mide 10-17 milímetros de longitud.